# Tonnerre (Schiff, 1808)
Die Tonnerre war ein nominell 74-Kanonen-Linienschiff (Zweidecker) der Téméraire-Klasse (Danube-Gruppe) der französischen Marine, das von 1808 bis 1809 in Dienst stand.

## Geschichte

### Bau
Die spätere Tonnerre wurde am 16. April 1794 bestellt und am 22. September 1794 mit dem vorgesehenen Namen Quatorze Juillet im Marinearsenal von Brest auf Kiel gelegt. Noch im Folgejahr wurde dieser Name auf Tonnerre geändert, da 1794 in Lorient ein gleichnamiges Schiff bestellt und auf Kiel gelegt worden war.
Der Stapellauf der Tonnerre erfolgte am 9. Juni 1808 und die Fertigstellung am 21. Juni 1808, wobei bis zu diesem Zeitpunkt die Schiffbauer Pierre Ozanne, Léon-Michel Guignace und Pierre Degay mit der Bauaufsicht betraut waren.

### Einsatzgeschichte
Die Tonnerre wurde im September 1808, unter dem Kommando von Capitaine de vaisseau Nicolas Clément de la Roncière, in Dienst gestellt und im Februar 1809 dem in Rochefort stationierten Geschwader der französischen Atlantikflotte zugeteilt.
Im April 1809 gehörte das Schiff zu den französischen Einheiten die durch britische Kräfte in der Mündung der Charente blockiert wurden. Diese Flotte wurde am 11. bzw. 12. April durch die Briten (Seeschlacht bei der Île-d’Aix), unter anderem durch Brander, angegriffen. Hierbei kollidierte die Tonnerre mit dem französischen Flaggschiff Océan und strandete später auf der Île Madame. Um eine Erbeutung durch die Briten zu verhindern, wurde die Tonnerre am Nachmittag des 12. April durch ihre eigene Besatzung aufgegeben und in Brand gesetzt. Um etwa 19:30 Uhr explodierte die Tonnerre nachdem das Feuer ihr Pulvermagazin erreicht hatte.
Im Nachgang dieser Ereignisse wurde der Kommandant der Tonnerre, Nicolas Clément de la Roncière, am 21. Juni 1809 vor ein Kriegsgericht gestellt und für den Verlust seines Schiffes verantwortlich gemacht. Er wurde aber freigesprochen.